# دوستانت را بکش (فیلم ۲۰۱۵)
دوستانت را بکش (به انگلیسی: Kill your friends) فیلمی به کارگردانی اوون هریس، نویسندگی جان نول و بازی اد اسکرین، نیکولاس هولت، روزانا آرگوته محصول کشور بریتانیا است.

## خلاصه داستان
این فیلم که یک فیلم بریتانیایی است در ژانر هیجانی جنایی کمدی سیاه قرار دارد که قرار است در تاریخ ۶ نوامبر ۲۰۱۵ پخش شود. این فیلم که به کارگردانی اوون هریس ساخته شده‌است ، انتخاب شده که در جشنوارهٔ فیلم تورنتو پخش شود. داستان فیلم در مورد مردی است که در کار موسیقی است و شکست‌ها و موفقیت‌های زیادی را بدست آورده‌است و حالا دیگر نمی‌تواند چیز خوبی بسازد، اما در آهنگ مرگ غرق می‌شود و دست به جنایتی می‌زند تا دوباره بتواند آهنگ بسازد.